# Courtonne-les-Deux-Églises
Courtonne-les-Deux-Églises ist eine französische Gemeinde mit 629 Einwohnern (Stand 1. Januar 2022) im Département Calvados in der Region Normandie (vor 2016 Basse-Normandie). Sie gehört zum Arrondissement Lisieux und zum Kanton Lisieux. 

## Geografie
Courtonne-les-Deux-Églises liegt etwa 65 Kilometer ostsüdöstlich von Caen am namengebenden Flüsschen Courtonne. Umgeben wird Courtonne-les-Deux-Églises von den Nachbargemeinden Cordebugle im Norden, La Chapelle-Hareng im Nordosten, Le Planquay im Osten, Saint-Mards-de-Fresne im Osten und Südosten, Saint-Germain-la-Campagne im Südosten und Süden, Valorbiquet im Westen und Südwesten sowie Saint-Denis-de-Mailloc im Westen und Nordwesten.

## Bevölkerungsentwicklung
| Jahr                       | 1962 | 1968 | 1975 | 1982 | 1990 | 1999 | 2006 | 2019 |
| Einwohner                  | 368  | 333  | 487  | 440  | 471  | 541  | 582  | 648  |
| Quellen: Cassini und INSEE |      |      |      |      |      |      |      |      |

## Sehenswürdigkeiten
- Kirche Saint-Martin in Courtonne aus dem 19. Jahrhundert
- Kirche Saint-Paul aus dem 15. Jahrhundert

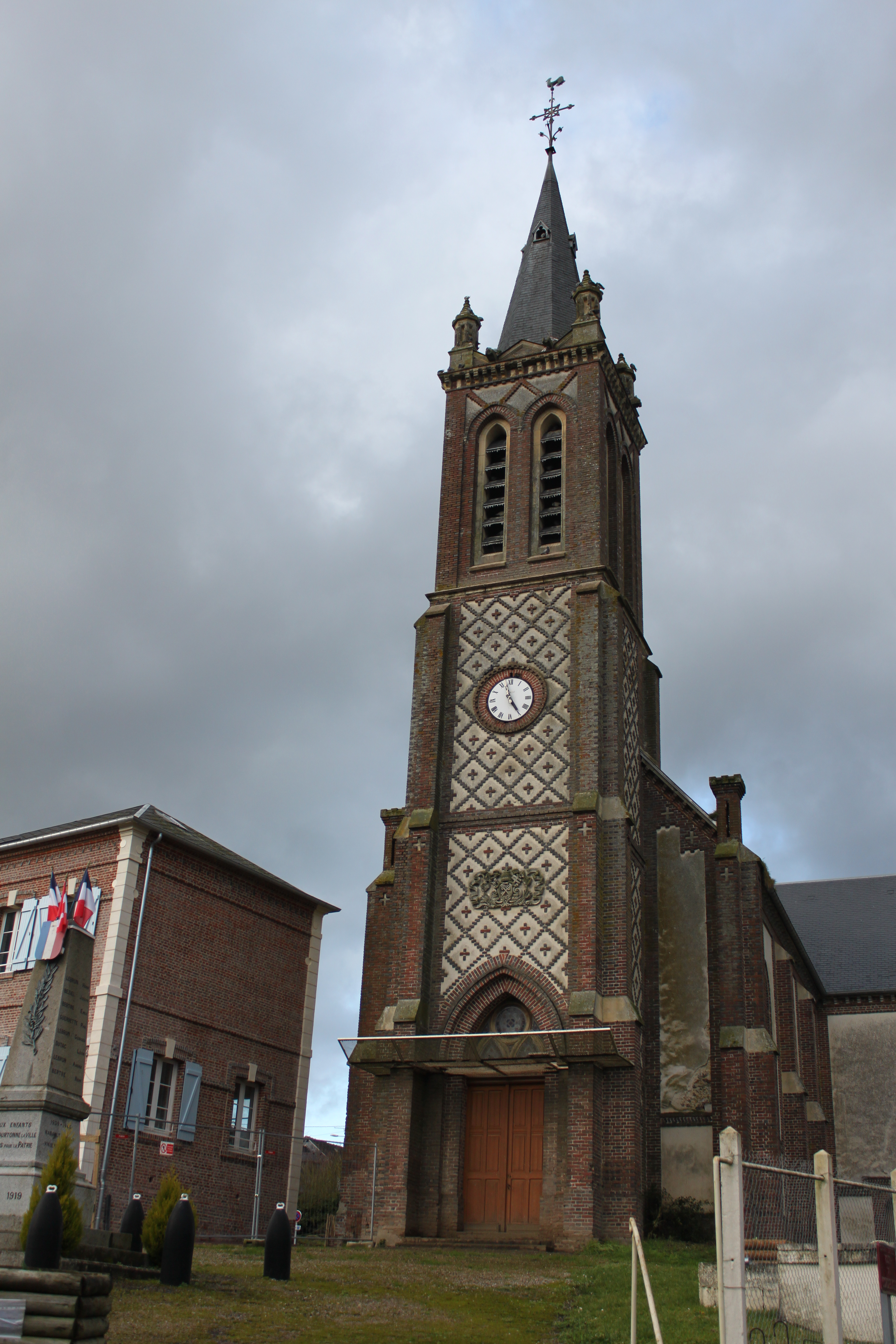
Kirche Saint-Martin
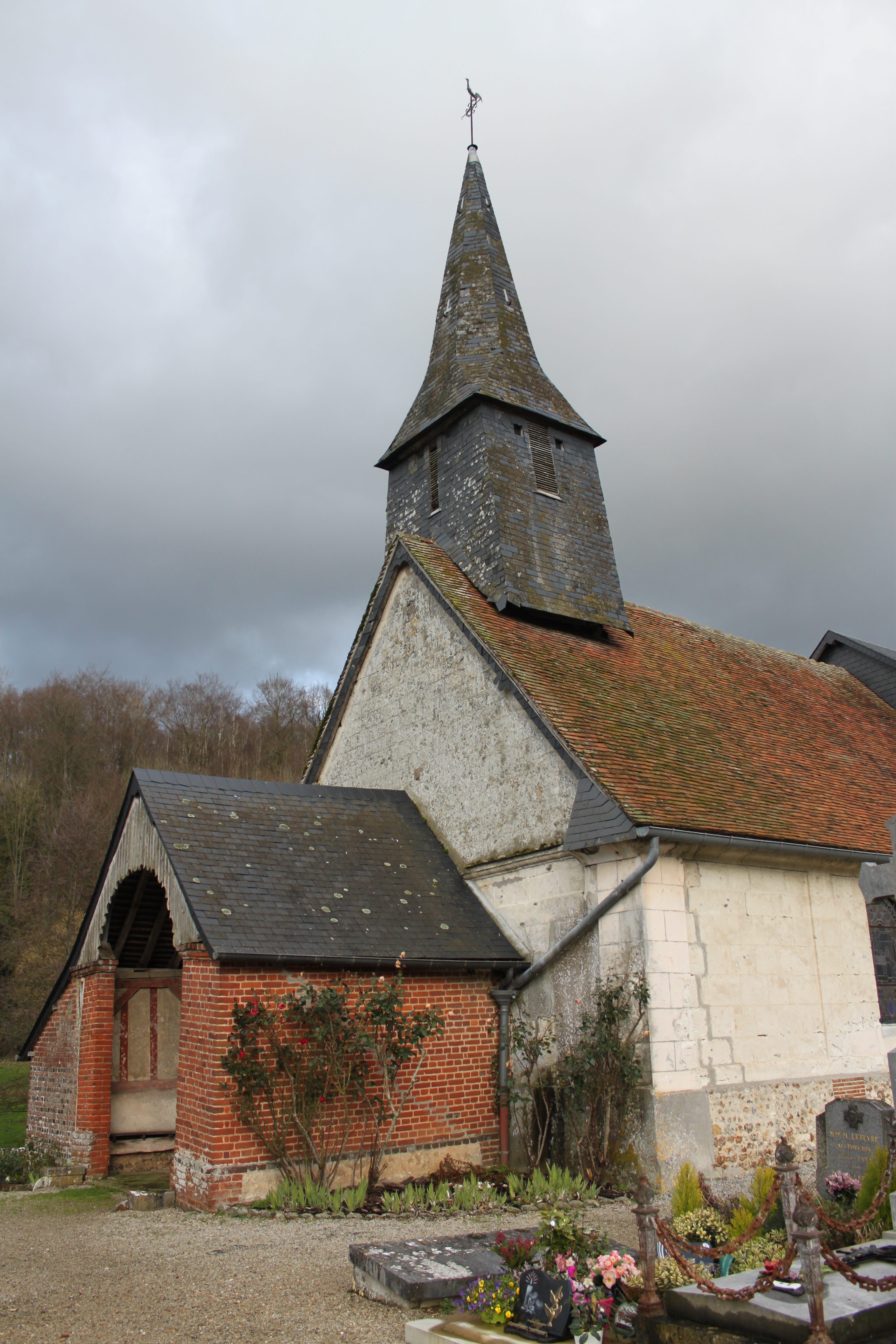
Kirche Saint-Paul

## Gemeindepartnerschaft
Mit der senegalesischen Gemeinde Mar Lodj besteht eine Partnerschaft.